# Paray-Vieille-Poste
Pour les articles homonymes, voir Paray et Poste (homonymie).
Paray-Vieille-Poste (prononcé [paʁɛ viɛj pɔst̪] ) est une commune française située à dix-sept kilomètres au sud de Paris dans le département de l’Essonne en région Île-de-France.
Simple village agricole, agrémenté au XVIIe siècle d’un relais de poste en bordure de la route de Fontainebleau, la commune ne fut effectivement urbanisée qu’au sortir de la Première Guerre mondiale avec l’établissement par l’US Air Force puis par la Marine d’un aérodrome.
Rapidement lotis, le territoire fut, à partir de 1954, exproprié au bénéfice de l’aéroport Paris-Orly qui occupe au début du XXIe siècle les deux tiers du territoire municipal, assurant à la commune sa stabilité financière, mais constituant un frein dans son évolution. Le projet d’urbanisation des espaces libres sur l’emprise aéroportuaire, intitulé « Cœur d’Orly », permettra, à l’extrême nord du territoire, le développement d’un nouveau quartier d’affaires sans toutefois être un gage de croissance démographique.
Ses habitants sont appelés les Paraysiens.

## Géographie

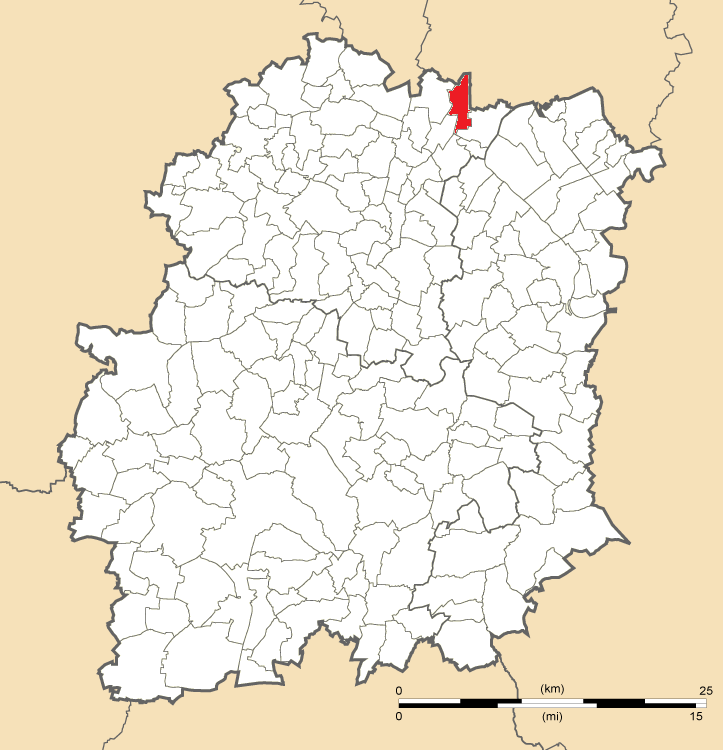
Position de Paray-Vieille-Poste en Essonne.

### Situation
Paray-Vieille-Poste est située à l’extrême nord du département de l’Essonne, intégré à l’agglomération parisienne, dans la partie sud de la région Île-de-France, au cœur de l’ancien pays et aujourd’hui la région naturelle du Hurepoix.
La commune, située sur le plateau de Longboyau est caractérisée par une relative absence de relief. Elle occupe un territoire approximativement rectangulaire, suivant à l’est le tracé originel rectiligne de l’ancienne route de Fontainebleau et découpé à l’ouest dans sa partie basse pour suivre le tracé des aqueducs de la Vanne et du Loing.
Plus de 70 % des terres sont en 2008 urbanisées et construites et les 25 % de terres considérées comme rurales sont pour une large part composées de prairies libres mais intégrées aux terrains aéroportuaires : l'aéroport Paris-Orly s'étend sur les deux tiers du territoire et l’implantation dans la commune des deux aérogares, du pavillon d’honneur et des deux gares Orlyval, la commune est traversée du nord au sud par la route nationale 7, assurant un accès rapide à la capitale et aux grands axes autoroutiers, dont l’autoroute A106 qui achève son tracé au nord du domaine.
Elle est aussi traversée d’ouest en est par la route départementale 118 et dispose ainsi de nombreuses lignes d’autobus qui desservent les quartiers pavillonnaires. Les terrains habitables, qui ne représentent que cent dix-sept hectares sur les six cent quatorze que compte la commune sont implantés au sud à l’emplacement de l’ancien lieu-dit le Contin.
À la frontière entre l’Essonne et le Val-de-Marne, Paray-Vieille-Poste est située à dix-sept kilomètres au sud de Paris-Notre-Dame, point zéro des routes de France, dix kilomètres au nord-ouest de la préfecture d’Évry, neuf kilomètres à l’est de Palaiseau, dix kilomètres au nord-est de Montlhéry, quatorze kilomètres au nord-ouest de Corbeil-Essonnes, seize kilomètres au nord-est d’Arpajon, vingt-cinq kilomètres au nord de La Ferté-Alais, trente-trois kilomètres au nord-est de Dourdan, trente-quatre kilomètres au nord-est d’Étampes et trente-cinq kilomètres au nord-ouest de Milly-la-Forêt.
Elle est aussi située à quarante-cinq kilomètres au nord-est de son homonyme Paray-Douaville dans les Yvelines, deux cent quarante-sept kilomètres au nord-ouest de Paray-le-Frésil et deux cent soixante-dix-neuf kilomètres au nord-ouest de Paray-sous-Briailles, toutes deux dans l’Allier et deux cent quatre-vingt-trois kilomètres au nord-ouest de Paray-le-Monial en Saône-et-Loire.

### Hydrographie
Le territoire de Paray-Vieille-Poste, situé sur un plateau dominant trois rivières :  (la Bièvre à l’ouest, l’Orge au sud et la Seine à l’est), est depuis le XIXe siècle (plan en date du 10 juillet 1811 indiquant un ruisseau la Gironde), totalement dépourvu de cours d'eau traversant la commune.
Urbanisé sur sa partie sud et aménagé au nord pour accueillir les installations aéroportuaires, il ne subsiste plus aucune mare ou étang autrefois disséminés dans les champs.
Seule voie d’eau, totalement artificielle, les aqueducs de la Vanne et du Loing passent en souterrain, depuis l’extrême sud-ouest de Paray-Vieille-Poste à Savigny-sur-Orge, longe la limite ouest puis traverse le territoire vers le nord, sous les pistes de l’aéroport et l’aérogare ouest, vers Rungis.

### Relief et géologie
La commune de Paray-Vieille-Poste est implantée à l’extrême sud du plateau de Longboyau.
Le sous-sol est caractéristique de la région, avec une succession de strates composées de meulière, limon, argile et calcaire.

### Communes limitrophes
Implantée à l’extrême nord du département, Paray-Vieille-Poste est limitrophe au nord de la commune val-de-marnaise de Rungis à proximité de la zone d’activité Orlytech, la frontière est partie matérialisée par la rue des Gémeaux, puis au nord-est se trouve la commune du même département Orly, séparée par la rue du Maréchal-Devaux et l’avenue de l’Europe, et à l’est toujours dans la Val-de-Marne, la commune de Villeneuve-le-Roi délimitée par la route nationale 7. Au sud-est et au sud se trouve la commune essonnienne d’Athis-Mons, elle aussi séparée par une portion de la route nationale puis par l’avenue de Morangis. À l’extrême sud-ouest se trouve une frontière avec Savigny-sur-Orge sur une courte portion de la route de la Voie verte. À l’ouest, l’allée des Meuniers matérialise la frontière avec Morangis, au nord-ouest, la voie des Avernaises marque une partie de la limite avec Wissous.
| Wissous  | Rungis Thiais       | Orly              |
|          | Paray-Vieille-Poste | Villeneuve-le-Roi |
| Morangis | Savigny-sur-Orge    | Athis-Mons        |

### Climat
Pour des articles plus généraux, voir Climat de l'Île-de-France et Climat de l'Essonne.
En 2010, le climat de la commune est de type climat océanique dégradé des plaines du Centre et du Nord, selon une étude du CNRS s'appuyant sur une série de données couvrant la période 1971-2000. En 2020, Météo-France publie une typologie des climats de la France métropolitaine dans laquelle la commune est exposée à un climat océanique altéré et est dans la région climatique Sud-ouest du bassin Parisien, caractérisée par une faible pluviométrie, notamment au printemps (120 à 150 mm) et un hiver froid (3,5 °C).
Pour la période 1971-2000, la température annuelle moyenne est de 11,6 °C, avec une amplitude thermique annuelle de 15,5 °C. Le cumul annuel moyen de précipitations est de 632 mm, avec 10,6 jours de précipitations en janvier et 7,8 jours en juillet. Pour la période 1991-2020, la température moyenne annuelle observée sur la station météorologique la plus proche, située sur la commune d'Athis-Mons à 2 km à vol d'oiseau, est de 12,1 °C et le cumul annuel moyen de précipitations est de 622,2 mm,. Pour l'avenir, les paramètres climatiques de la commune estimés pour 2050 selon différents scénarios d'émission de gaz à effet de serre sont consultables sur un site dédié publié par Météo-France en novembre 2022.
| Mois                                  | jan.             | fév.           | mars          | avril           | mai             | juin          | jui.           | août           | sep.           | oct.            | nov.            | déc.             | année      |
| ------------------------------------- | ---------------- | -------------- | ------------- | --------------- | --------------- | ------------- | -------------- | -------------- | -------------- | --------------- | --------------- | ---------------- | ---------- |
| Température minimale moyenne (°C)     | 2,1              | 2              | 4,2           | 6,4             | 9,9             | 13,1          | 15             | 14,6           | 11,5           | 8,7             | 5               | 2,7              | 7,9        |
| Température moyenne (°C)              | 4,7              | 5,2            | 8,3           | 11,3            | 14,8            | 18,2          | 20,4           | 20,2           | 16,5           | 12,6            | 7,9             | 5,2              | 12,1       |
| Température maximale moyenne (°C)     | 7,2              | 8,5            | 12,5          | 16,2            | 19,8            | 23,2          | 25,8           | 25,7           | 21,5           | 16,4            | 10,9            | 7,6              | 16,3       |
| Record de froid (°C) date du record   | −16,8 17.01.1985 | −15 02.02.1956 | −9,4 01.03.05 | −4,3 16.04.1921 | −1,3 07.05.1957 | 3,1 01.06.06  | 6,7 01.07.1922 | 5,6 31.08.1923 | 1,7 20.09.1952 | −3,9 30.10.1955 | −9,6 28.11.1921 | −13,3 29.12.1964 | −16,8 1985 |
| Record de chaleur (°C) date du record | 16,5 27.01.03    | 20,8 27.02.19  | 25,3 31.03.21 | 29,4 16.04.1949 | 35 24.05.1922   | 37,1 21.06.17 | 41,9 25.07.19  | 40 12.08.03    | 35,4 09.09.23  | 31,3 04.10.1921 | 21,8 07.11.15   | 17,3 16.12.1989  | 41,9 2019  |
| Ensoleillement (h)                    | 533              | 852            | 1 529         | 2 025           | 217             | 2 243         | 2 469          | 2 209          | 1 857          | 1 166           | 624             | 639              | 18 313     |
| Précipitations (mm)                   | 46,8             | 42,6           | 44,4          | 44,5            | 63              | 56,1          | 52,9           | 57,9           | 47,4           | 52,8            | 53,4            | 60,4             | 622,2      |

### Voies de communication et transports

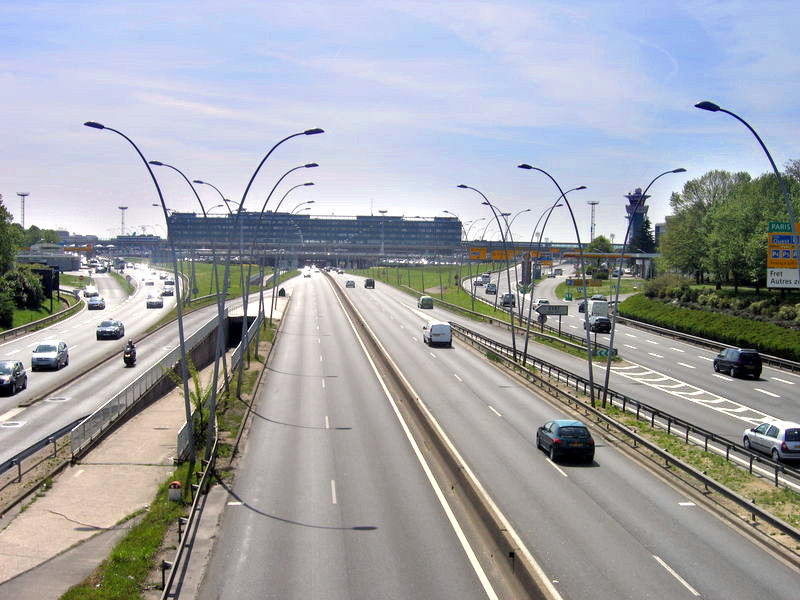
La route nationale 7, l’aérogare Orly-Sud et la tour de contrôle.

Le territoire communal de Paray-Vieille-Poste accueille 27,4 % de l’emprise au sol de l’aéroport Paris-Orly, soit une occupation des deux tiers nord de la commune, avec notamment sur cet espace les aérogares 1, 2 et 3 ainsi qu'une moitié de la 4, le pavillon d’honneur, la tour de contrôle et une part importante des pistes 06/24 et 08/26. La commune est ainsi celle qui dispose sur son territoire de la plus grande part des installations aéroportuaires, devant Villeneuve-le-Roi (22,5 %) et Orly (15,8 %). Dans l’espace aéroportuaire se trouve aussi la ligne de métro automatique Orlyval qui dessert deux stations situées sur le territoire municipal, Orly 1, 2, 3 et Orly 4. Enfin, dans le cadre du Grand Paris Express, la station de métro Aéroport d'Orly accueille la ligne 14 depuis 2024, puis devrait accueillir la ligne 18 à partir de 2027. La commune est en outre située à trente-six kilomètres au sud-ouest de l’aéroport Paris-Charles-de-Gaulle.
Le territoire de la commune est aussi sur la totalité de sa partie est, traversé par la route nationale 7 appelée route de Fontainebleau dans sa partie sud du territoire, elle croise à l’extrême sud-est la route départementale 118 appelée avenue de Morangis dans la commune. À l’extrême nord-ouest, la route départementale 167A fait une courte incursion et à proximité, l’autoroute A 106 achève son tracé en reliant la route nationale 7 dans l’échangeur commun avec la route départementale 64.
En 2023, la commune est desservie par la ligne 480 du réseau de bus Seine Grand Orly, par la ligne DM8 du réseau de bus Cœur d'Essonne, par les lignes 183, 285, 292, 319, 392, 399, 486 et 487 du réseau de bus RATP, par la ligne N31 du réseau Noctilien et par la ligne 191-100 du réseau de bus Val d'Yerres Val de Seine.

## Urbanisme

### Typologie
Au 1er janvier 2024, Paray-Vieille-Poste est catégorisée grand centre urbain, selon la nouvelle grille communale de densité à sept niveaux définie par l'Insee en 2022.
Elle appartient à l'unité urbaine de Paris, une agglomération inter-départementale regroupant 407  communes, dont elle est une commune de la banlieue,,. Par ailleurs la commune fait partie de l'aire d'attraction de Paris, dont elle est une commune du pôle principal,. Cette aire regroupe 1 929 communes,.

## Habitat
En 2009, la commune disposait sur son territoire de trois cent cinquante-huit logements HLM répartis entre trois bailleurs sociaux soit 11,42 % du parc total de logements de la commune, elle ne respectait ainsi pas les quotas instaurés par la loi relative à la solidarité et au renouvellement urbains.

### Lieux-dits, écarts et quartiers
La partie habitée, au sud du territoire de la commune de Paray-Vieille-Poste, occupe un ancien lieu-dit appelé le Contin qui a laissé le nom à un quartier à l’est appelé la Ferme de Contin. Le second quartier légèrement excentré est le quartier des Fleurs au sud de l’avenue de Verdun. À l’extrémité nord du territoire se trouve la zone d'activité Orlytech séparée des quartiers résidentiels par les terrains aéroportuaires.

### Occupation des sols simplifiée
Le territoire de la commune se compose en 2017 de 0,9 % d'espaces agricoles, forestiers et naturels, 28,04   % d'espaces ouverts artificialisés et 71,06 % d'espaces construits artificialisés

## Toponymie
L’origine du nom du lieu est peu connue. La commune fut créée en 1793 avec le simple nom de Paray, l’ajout de la mention Vieille-Poste intervint en 1926 en référence à l’ancien relais de poste présent à cet endroit sur la route de Fontainebleau. Le nom de la commune provient, selon les sources du mot latin pirus signifiant poirier, ou du mot paradum signifiant terre noble ou des gens de Parée, envoyé par saint Germain.

## Histoire

### Des origines à 1917

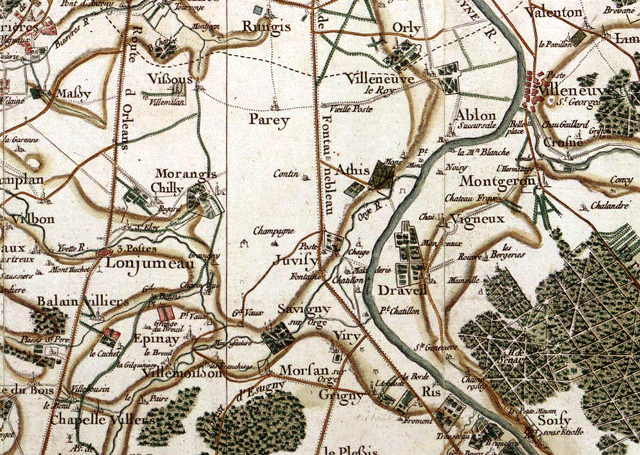
Carte de la région de Parey au XVIIe siècle par Cassini.

L'endroit est cultivé depuis le Néolithique. Il existait une zone d'habitation du IVe siècle au lieu-dit La Croix Blanche.
La première mention du lieu est de 1150 pour le village de Paray,  puis en 1195 fut mentionné le lieu-dit Contin, respectivement possessions de l’abbaye de Saint-Germain-des-Prés et de l’abbaye Sainte-Geneviève. À partir des années 1250, un major était désigné pour représenter les habitants auprès des ecclésiastes.
En 1648, le relais de poste installé à Juvisy-sur-Orge fut éloigné à Ris, il fut alors décidé d’implanter un nouveau relais en bordure du plateau de Longboyau. La réimplantation du relais à Juvisy en 1710 condamna à la fermeture du relais de Paray, qui prit le nom de Vieille-Poste, placé à proximité directe de l’importante route de Fontainebleau.
Louis XV offre des terres à Noël Jourda de Vaux sur les communes actuelles du Paray et Wissous. Le coeur de ce grand militaire se trouve au Monument sépulcral du maréchal de Vaux.
En 1769, un certain  Pierre Mauger acquit un terrain appartenant à l’abbaye de Saint-Germain-des-Prés pour y construire une auberge. En 1859 elle  devint une ferme.
En 1793 la commune se nomme Paray. Elle adoptera son nom actuel en 1926.  En 1836 elle compte 88 habitants.
Lors de la Guerre de 1870, le bourg est presque entièrement détruit.
En 1890 la première mairie-école est édifiée au lieu-dit Vieille-Poste.
Le Plan de défense de Paris, adopté le 10 juillet 1914, prévoyait la rénovation de la ferme de Contin en ouvrage de défense.

### De 1917 à aujourd'hui - l'aéroport et son développement
En 1917, l’Armée de l’Air américaine s’engagea dans la Première Guerre mondiale et installa sur le plateau de Longboyau une piste d'atterrissage qui devint en 1919 l’aérodrome d’Orly-Villeneuve.
Cent-deux noms sont inscrits sur le monument aux morts du  Paray, dont soixante enfants de la municipalité tombés aux champs d'honneur lors de la Première Guerre mondiale, les autres lors de la Seconde Guerre mondiale.
En 1921, un cabinet immobilier acheta les terrains de la ferme Contin pour implanter un lotissement. En 1925, le diocèse acquit la grange de la ferme de Contin pour établir la nouvelle église Jésus-Ouvrier. En 1929 fut édifié le groupe scolaire Jules-Ferry. En 1931 fut installé dans la commune l’électricité et l’eau potable. En 1932 fut ouvert le second groupe scolaire Paul Bert. En 1933 furent achevées les routes de la commune.
En 1946, les États-Unis vendirent à l’État français l’aérodrome en ruine. À partir de cette date, le centre-ville fut déplacé vers la nouvelle place Henri-Barbusse. Le 6 mai 1954 est  déclaré d’utilité publique l’extension de l’aéroport Paris-Orly. Des expropriations furent organisées, limitant l’urbanisation au tiers sud du territoire.
En 1957, le nouvel hôtel de ville et l’agence postale furent édifiés autour de la place Henri-Barbusse. En 1958, le cimetière fut déplacé au frais des Aéroports de Paris.
En 1967 la commune fit l’acquisition du centre de vacances des Mélèzes à Mont-Saxonnex puis en 1977 du centre de loisirs à Saint-Chéron.

## Politique et administration

### Rattachements administratifs et électoraux
Antérieurement à la loi du 10 juillet 1964, la commune faisait partie du département de Seine-et-Oise. La réorganisation de la région parisienne en 1964 fit que la commune appartient désormais au département de l'Essonne et à son arrondissement de Palaiseau après un transfert administratif effectif au 1er janvier 1968.
Pour l'élection des députés, la commune est rattachée à la septième circonscription de l'Essonne.
Elle faisait partie de 1793 à 1964 du canton de Longjumeau, année où elle intègre le canton d'Athis-Mons. Dans le cadre du redécoupage cantonal de 2014 en France, ce canton, dont la commune est toujours membre, est modifié, passant de 2 à 3 communes.
L’organisation juridictionnelle rattache les justiciables Paraysiens au tribunal d’instance et au conseil de prud’hommes de Longjumeau, aux tribunaux de grande instance et de commerce d’Évry et à la cour d'appel de Paris.

### Intercommunalité
La commune était membre fondateur de la communauté de communes Les Portes de l’Essonne devenue communauté d'agglomération en 2009.
Dans le cadre de la mise en œuvre de la volonté gouvernementale de favoriser le développement du centre de l'agglomération parisienne comme pôle mondial est créée, le 1er janvier 2016, la métropole du Grand Paris (MGP), dont la commune est membre.
La loi portant nouvelle organisation territoriale de la République du 7 août 2015 prévoit également la création de nouvelles structures administratives regroupant les communes membres de la métropole, constituées d'ensembles de plus de 300 000 habitants, et dotées de nombreuses compétences, les établissements publics territoriaux (EPT).
La commune a donc également été intégrée le 1er janvier 2016 à l'établissement public territorial Grand-Orly Seine Bièvre et qui succède à plusieurs intercommunalités :
- Communauté d'agglomération Seine Amont, avec les 3 communes d'Ivry-sur-Seine, Choisy-le-Roi et Vitry-sur-Seine.
- Communauté d'agglomération Les Portes de l'Essonne, avec les 5 communes d'Athis-Mons, Juvisy-sur-Orge, Morangis, Paray-Vieille-Poste et Savigny-sur-Orge.
- Communauté d'agglomération Les Lacs de l'Essonne[27], avec 2 communes (Grigny et Viry-Châtillon) ; seule Viry-Châtillon intègre l'ETP 12, Grigny rejoignant la communauté d'agglomération Grand Paris Sud Seine Essonne Sénart (GPS).
- Communauté d'agglomération de Val de Bièvre, avec les 7 communes d'Arcueil, Cachan, Fresnes, Gentilly, L'Haÿ-les-Roses, Le Kremlin-Bicêtre et Villejuif.

### Tendances et résultats politiques
La vie politique de Paray-Vieille-Poste se caractérise par une relative neutralité avec une tendance au vote à droite.
L’analyse chronologique montre lors de la présidentielle de 2002 un résultat inférieur de quatre points obtenu par le candidat Jacques Chirac (RPR) par rapport au résultat national mais un résultat supérieur de six points lors des léguslatives de 2002 pour le candidat Jean Marsaudon (UMP) par rapport au résultat de la circonscription.
Lors de l’élection européenne de 2004, le candidat socialiste arriva en tête du second tour mais seulement sept points devant la candidate Marine Le Pen (FN), lors de l’élection régionale, comme sur le reste du territoire le candidat socialiste Jean-Paul Huchon arriva en tête mais avec une avance moindre par rapport au candidat UMP Jean-François Copé et lors des élections cantonales, le candidat socialiste fut lui aussi opposé au second tour à un candidat frontiste.
En 2005, les électeurs rejetèrent le Traité de Rome comme ils avaient rejeté en 1992 le traité de Maastricht à 52,78 % des suffrages.
En 2007, le candidat Nicolas Sarkozy (UMP) à l'élection présidentielle obtint dans la commune un résultat nettement supérieur que sur dans le reste du pays et le candidat Jean Marsaudon aux élections législatives réalisa strictement le même score qu’en 2002. Lors des municipales de 2008, le maire sortant Gaston Jankiewicz fut réélu dès le premier tour avec 57,06 % des voix devant son opposant de l’UMP.
Lors de l’élection européenne de 2009, c’est le candidat Michel Barnier (UMP) qui devança le candidat socialiste comme ailleurs en France. Pour les régionales de 2010, la liste de Valérie Pécresse (UMP) arriva en seconde position mais avec un résultat supérieur au reste du département et de la région.
Élections présidentielles, résultats des deuxièmes tours
- Élection présidentielle de 2002 : 78,07 % pour Jacques Chirac (RPR), 21,93 % pour Jean-Marie Le Pen (FN), 78,34 % de participation[29].
- Élection présidentielle de 2007 : 60,63 % pour Nicolas Sarkozy (UMP), 39,37 % pour Ségolène Royal (PS), 83,33 % de participation[30].
- Élection présidentielle de 2012 : 56,12 % pour Nicolas Sarkozy (UMP), 43,88 % pour François Hollande (PS), 78,57 % de participation[31].
- Élection présidentielle de 2017 : 58,62 % pour Emmanuel Macron (LREM), 41,38 % pour Marine Le Pen (FN), 73,93 % de participation.

Élections législatives, résultats des deuxièmes tours
- Élections législatives de 2002 : 59,70 % pour Jean Marsaudon (UMP), 40,30 % pour Gabriel Amard (PS), 56,60 % de participation[32].
- Élections législatives de 2007 : 59,70 % pour Jean Marsaudon (UMP), 40,30 % pour Simone Mathieu (PS), 52,04 % de participation[33].
- Élections législatives de 2012 : 55,01 % pour Françoise Briand (UMP), 44,99 % pour Éva Sas (EÉLV), 51,72 % de participation[34].
- Élections législatives de 2017 : 61,25 % pour Robin Reda (LR), 38,75 % pour Muriel Kernreuter (LREM), 37,72 % de participation.

Élections européennes, résultats des deux meilleurs scores
- Élections européennes de 2004 : 23,56 % pour Harlem Désir (PS), 16,67 % pour Marine Le Pen (FN), 38,66 % de participation[35].
- Élections européennes de 2009 : 31,21 % pour Michel Barnier (UMP), 13,95 % pour Harlem Désir (PS), 36,69 % de participation[36].
- Élections européennes de 2014 : 32,96 % pour Aymeric Chauprade (FN), 19,80 % pour Alain Lamassoure (UMP), 40,10 % de participation[37].
- Élections européennes de 2019 : 25,27 % pour Jordan Bardella (RN), 19,70 % pour Nathalie Loiseau (LREM), 43,30 % de participation.

Élections régionales, résultats des deux meilleurs scores
- Élections régionales de 2004 : 42,04 % pour Jean-Paul Huchon (PS), 36,67 % pour Jean-François Copé (UMP), 64,15 % de participation[38].
- Élections régionales de 2010 : 52,93 % pour Jean-Paul Huchon (PS), 47,07 % pour Valérie Pécresse (UMP), 42,81 % de participation[39].
- Élections régionales de 2015 : 41,29 % pour Valérie Pécresse (LR), 31,42 % pour Claude Bartolone (PS), 54,27 % de participation[40].

Élections cantonales et départementales, résultats des deuxièmes tours
- Élections cantonales de 2004 : 58,18 % pour Patrice Sac (PS), 41,82 % pour Bernard Pinguet (FN), 63,71 % de participation[41].
- Élections cantonales de 2011 : 54,38 % pour Patrice Sac (PS), 45,62 % pour Audrey Guibert (FN), 41,00 % de participation[42].
- Élections départementales de 2015 : 58,86 % pour Pascal Picard et Christine Rodier (UMP), 41,14 % pour Sylvie Clerc (PCF) et Patrice Sac (PS), 46,03 % de participation[43].

Élections municipales, résultats des deuxièmes tours
- Élections municipales de 2001 : données manquantes.
- Élections municipales de 2008 : 57,06 % pour Gaston Jankiewicz (DVD) élu au premier tour, 27,51 % pour Pascal Picard (UMP), 65,14 % de participation[44].
- Élections municipales de 2014 : 52,92 % pour Alain Vedere (DVD), 47,07 % pour Pascal Picard (UMP), 67,96 % de participation[45].
- Élections municipales de 2020 : 62,60 % pour Nathalie Lallier (DVD) élue au premier tour, 37,39 % pour Pascal Picard (LR), 53,25 % de participation.

Référendums
- Référendum de 2000 relatif au quinquennat présidentiel : 74,46 % pour le Oui, 25,54 % pour le Non, 29,72 % de participation[46].
- Référendum de 2005 relatif au traité établissant une Constitution pour l’Europe : 59,32 % pour le Non, 40,68 % pour le Oui, 66,37 % de participation[47].

### Liste des maires
| Période                                  | Période                    | Identité                      | Étiquette | Qualité |
| ---------------------------------------- | -------------------------- | ----------------------------- | --------- | --- |
| Les données manquantes sont à compléter. |                            |                               |           | |
| novembre 1794                            | 1810                       | Toussaint Halle               |           | |
| 1810                                     | 1813                       | Xavier Roux                   |           | |
| 1813                                     | 1853                       | Antoine Godefroy              |           | |
| 1854                                     | 1869                       | Auguste Rabourdin             |           | Cultivateur et propriétaire |
| 1870                                     | 1919                       | Charles Rabourdin (1844-1921) |           | Cultivateur et propriétaire |
| 1920                                     | avril 1925                 | Louis Marais                  |           | |
| mai 1925                                 | juin 1926                  | René Maillard                 | PCF       | Orthopédiste Démissionnaire d'office                                                                                                   |
| août 1926                                | mai 1929                   | Joseph Monange (1874-1932)    | PCF       | Terrassier puis marchand de vins |
| mai 1929                                 | mai 1935                   | M. Cartier                    |           | |
| mai 1935                                 | octobre 1939               | Léon Bertrand                 | PCF       | Suspendu, déporté en Algérie |
| novembre 1939                            | août 1940                  | Gaston Chrétien               |           | Président de la délégation spéciale |
| août 1940                                | août 1944                  | Marcel Souillat               |           | Président de la délégation spéciale |
| septembre 1944                           | octobre 1944               | Roger Michon                  |           | Président du comité de Libération |
| octobre 1944                             | mars 1959                  | Léon Bertrand                 | PCF       | |
| mars 1959                                | mars 1983                  | Pierre Bouguet (1925-2019)    |           | |
| mars 1983                                | juin 2013                  | Gaston Jankiewicz (1934-2019) | DVD       | Retraité, maire honoraire Chevalier de la Légion d'honneur Démissionnaire                                                              |
| juillet 2013                             | juin 2019                  | Alain Védère (1945- )         | DVD       | Retraité Vice-président de Grand-Orly Seine Bièvre (2016 → 2017) Démissionnaire                                                        |
| juin 2019                                | En cours (au 17 juin 2020) | Nathalie Lallier (1963- )     | DVD       | Mère au foyer, ancienne première adjointe Conseillère territoriale de Grand Orly Seine Bièvre (2017 →) Réélue pour le mandat 2020-2026 |

### Distinctions et labels
Paray-Vieille-Poste a été récompensée par deux fleurs au concours des villes et villages fleuris puis trois fleurs en 2011.

### Jumelages
| Paray-Vieille-Poste Kruft Péruwelz |

Paray-Vieille-Poste a développé des associations de jumelage avec :
- Kruft (Allemagne) depuis 1967, en allemand Kruft, située à 405 kilomètres[63].
- Péruwelz (Belgique) depuis 1986 située à 218 kilomètres[64].

## Population et société

### Démographie

#### Évolution démographique
L'évolution du nombre d'habitants est connue à travers les recensements de la population effectués dans la commune depuis 1793. Pour les communes de moins de 10 000 habitants, une enquête de recensement portant sur toute la population est réalisée tous les cinq ans, les populations de référence des années intermédiaires étant quant à elles estimées par interpolation ou extrapolation. Pour la commune, le premier recensement exhaustif entrant dans le cadre du nouveau dispositif a été réalisé en 2008.

En 2022, la commune comptait 7 956 habitants, en évolution de +7,35 % par rapport à 2016 (Essonne : +2,89 %, France hors Mayotte : +2,11 %).
| 1793 | 1800 | 1806 | 1821 | 1831 | 1836 | 1841 | 1846 | 1851 |
| ---- | ---- | ---- | ---- | ---- | ---- | ---- | ---- | ---- |
| 84   | 75   | 101  | 44   | 98   | 88   | 105  | 75   | 70   |

| 1856 | 1861 | 1866 | 1872 | 1876 | 1881 | 1886 | 1891 | 1896 |
| ---- | ---- | ---- | ---- | ---- | ---- | ---- | ---- | ---- |
| 44   | 47   | 53   | 44   | 57   | 65   | 89   | 47   | 48   |

| 1901 | 1906 | 1911 | 1921 | 1926  | 1931  | 1936  | 1946  | 1954  |
| ---- | ---- | ---- | ---- | ----- | ----- | ----- | ----- | ----- |
| 50   | 70   | 59   | 82   | 1 587 | 3 207 | 4 447 | 4 211 | 6 216 |

| 1962  | 1968  | 1975  | 1982  | 1990  | 1999  | 2006  | 2008  | 2013  |
| ----- | ----- | ----- | ----- | ----- | ----- | ----- | ----- | ----- |
| 6 202 | 7 395 | 7 670 | 7 122 | 7 214 | 7 188 | 7 198 | 7 160 | 7 290 |

| 2018  | 2022  | - | - | - | - | - | - | - |
| ----- | ----- | - | - | - | - | - | - | - |
| 7 503 | 7 956 | - | - | - | - | - | - | - |

Créée en 1793, la commune de Paray était à lors du premier recensement des personnes un village de seulement quatre-vingt-quatre habitants situé à proximité d’un relais de poste. Il connut une évolution démographique chaotique, passant à cent un résidents selon le recensement de 1806 et seulement quarante-quatre en 1821, 1856 et 1872 avec entre-temps une pointe à cent cinq habitants en 1841 puis quatre-vingt-neuf personnes en 1886. En 1901, au début du XXe siècle, la commune ne comptait que cinquante résidents permanents, elle connut une croissance mesurée jusqu’à atteindre quatre-vingt-deux habitants en 1921, avant une explosion démographique liée à l’urbanisation du plateau agricole à l’ouverture en 1918 de l’aérodrome militaire d’Orly pour atteindre en 1926 le chiffre de mille cinq cent quatre-vingt-sept habitants, qui double en 1931 et atteint quatre mille quatre-cent quarante-sept résidents en 1936.
La création de l’aéroport civil dès la fin de la Seconde Guerre mondiale fit passer la population à six mille deux cent seize habitants en 1954 et atteindre le maximum historique de sept mille six cent soixante-dix habitants en 1975. Intégralement urbanisée sur les terrains habitables, la commune a depuis lors stagné dans son évolution au fur et à mesure que les ménages se réduisaient pour compter depuis 1990 environ sept mille deux cents habitants. L’immigration compte pour une part relativement importante dans cette croissance démographique avec en 1999, 10,4 % de la population de nationalité étrangère dont 4,1 % de Portugais, 2,6 % d’Italiens, 0,9 % d’Espagnols, 0,8 % d’Algériens, 0,6 % de Marocains, 0,3 % de Tunisiens et 0,1 % de Turcs.[Passage à actualiser]

#### Pyramide des âges
En 2018, le taux de personnes d'un âge inférieur à 30 ans s'élève à 34,2 %, soit en dessous de la moyenne départementale (39,9 %). À l'inverse, le taux de personnes d'âge supérieur à 60 ans est de 26,7 % la même année, alors qu'il est de 20,1 % au niveau départemental.
En 2018, la commune comptait 3 588 hommes pour 3 915 femmes, soit un taux de 52,18 % de femmes, légèrement supérieur au taux départemental (51,02 %).
Les pyramides des âges de la commune et du département s'établissent comme suit.
| Hommes | Classe d’âge | Femmes |
| ------ | ------------ | ------ |
| 0,6    | 90 ou +      | 1,1    |
| 8,2    | 75-89 ans    | 10,8   |
| 16,2   | 60-74 ans    | 16,2   |
| 22,9   | 45-59 ans    | 21,0   |
| 17,6   | 30-44 ans    | 17,0   |
| 16,9   | 15-29 ans    | 17,8   |
| 17,6   | 0-14 ans     | 16,0   |

| Hommes | Classe d’âge | Femmes |
| ------ | ------------ | ------ |
| 0,5    | 90 ou +      | 1,4    |
| 5,4    | 75-89 ans    | 7,2    |
| 12,9   | 60-74 ans    | 13,9   |
| 20     | 45-59 ans    | 19,4   |
| 19,9   | 30-44 ans    | 20,1   |
| 20     | 15-29 ans    | 18,2   |
| 21,3   | 0-14 ans     | 19,8   |

### Enseignement

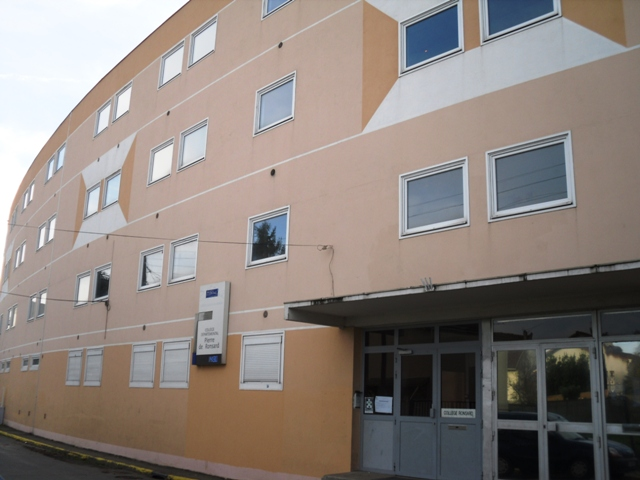
Le collège Pierre de Ronsard.

Les élèves de Paray-Vieille-Poste sont rattachés à l’académie de Versailles.
La commune dispose en 2010 de l’école maternelle Victor-Hugo, l'école maternelle Paul-Bert, l’école élémentaire Jules-Ferry et l’école primaire Paul-Bert et du collège Pierre-de-Ronsard.
Les jeunes enfants sont accueillis en 2010 dans deux multi-accueils L'Envol et Les Lucioles ou par un relais d'assistantes maternelles, les plus grands sont accueillis hors temps scolaires dans les écoles ou dans les centres de loisirs Victor-Hugo situé sur le territoire communal et Saint-Évroult situé à Saint-Chéron.
La commune dispose aussi d’un centre de vacances des Mélèzes situé à Mont-Saxonnex en Haute-Savoie.

### Culture

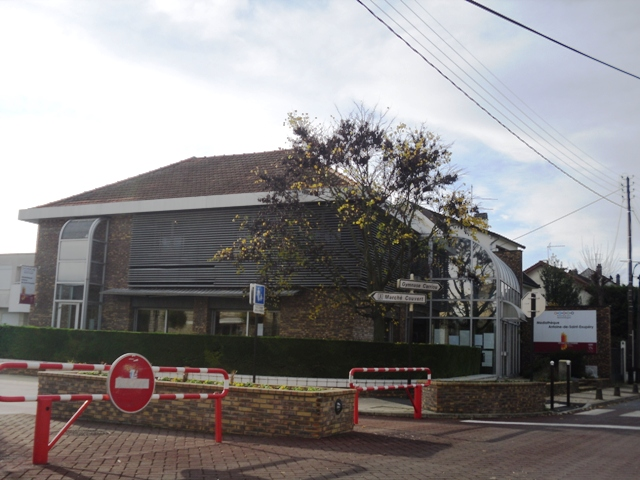
La bibliothèque Antoine-de-Saint-Exupéry.

La commune de Paray-Vieille-Poste dispose sur son territoire de la médiathèque Antoine-de-Saint-Exupéry, des salles polyvalentes de l’Avant-Scène et René-Cassin, de l’école de musique Rameau installée dans la salle polyvalente Jean-Monnet et des écoles de danse et d’art plastique.

### Sports

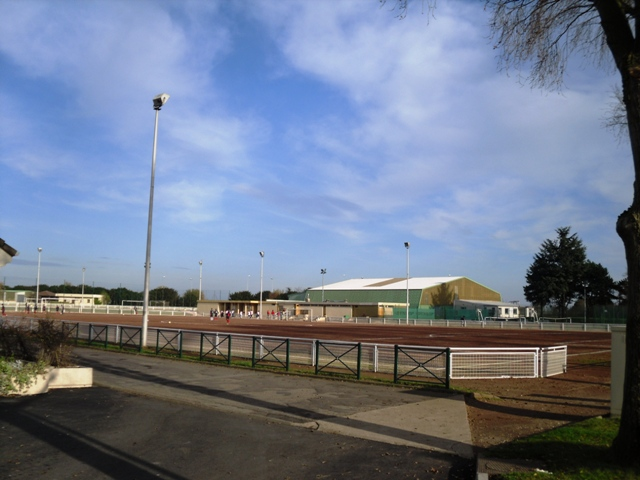
Le stade Pierre-de-Coubertin.

La commune de Paray-Vieille-Poste dispose de plusieurs installations à usage sportif dont les stades Jean-Bouin, terrain de football en herbe, et Pierre-de-Coubertin équipé de deux terrains de football (stabilisé et synthétique) et quatre terrains de tennis en terre battue et d’un gymnase. Elle possède aussi un centre aquatique intercommunal, qui est implanté en limite territoriale à Athis-Mons. S’ajoutent les gymnases Carriou équipé pour le basket-ball, Cartier et Souillat, du dojo installé dans la salle René-Cassin, du plateau d’évolution Ronsard, d’une piste de bi-cross.

### Santé
La résidence pour personnes âgées Louis-Poizeaux est implantée dans la commune, qui accueille aussi l’institut médico-éducatif Page d’Écriture.
En 2010, sept médecins, trois chirurgiens-dentistes et deux pharmacies exercent dans la commune.

### Autres services publics

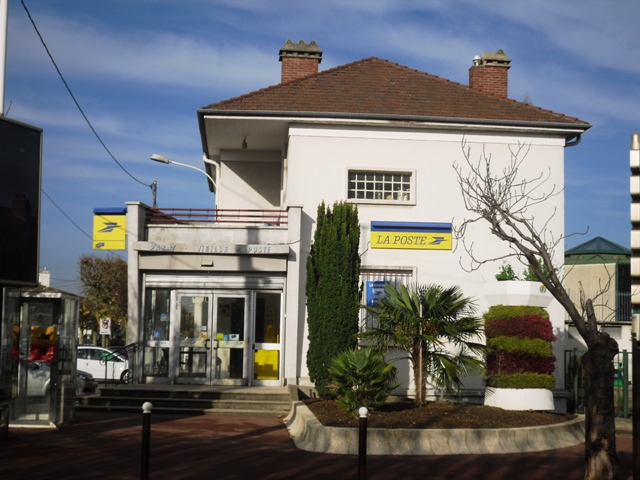
L’agence postale.

En 2010, Paray-Vieille-Poste dispose d’un bureau de Poste en centre-ville et d’un second bureau dans l’aérogare sud de l’aéroport.
La sécurité des lieux est assurée, toujours en 2010, par un poste de police municipale dans la commune et par la Police nationale située à Athis-Mons, ainsi que par le centre de secours mixte d’Athis-Mons.

### Lieux de culte

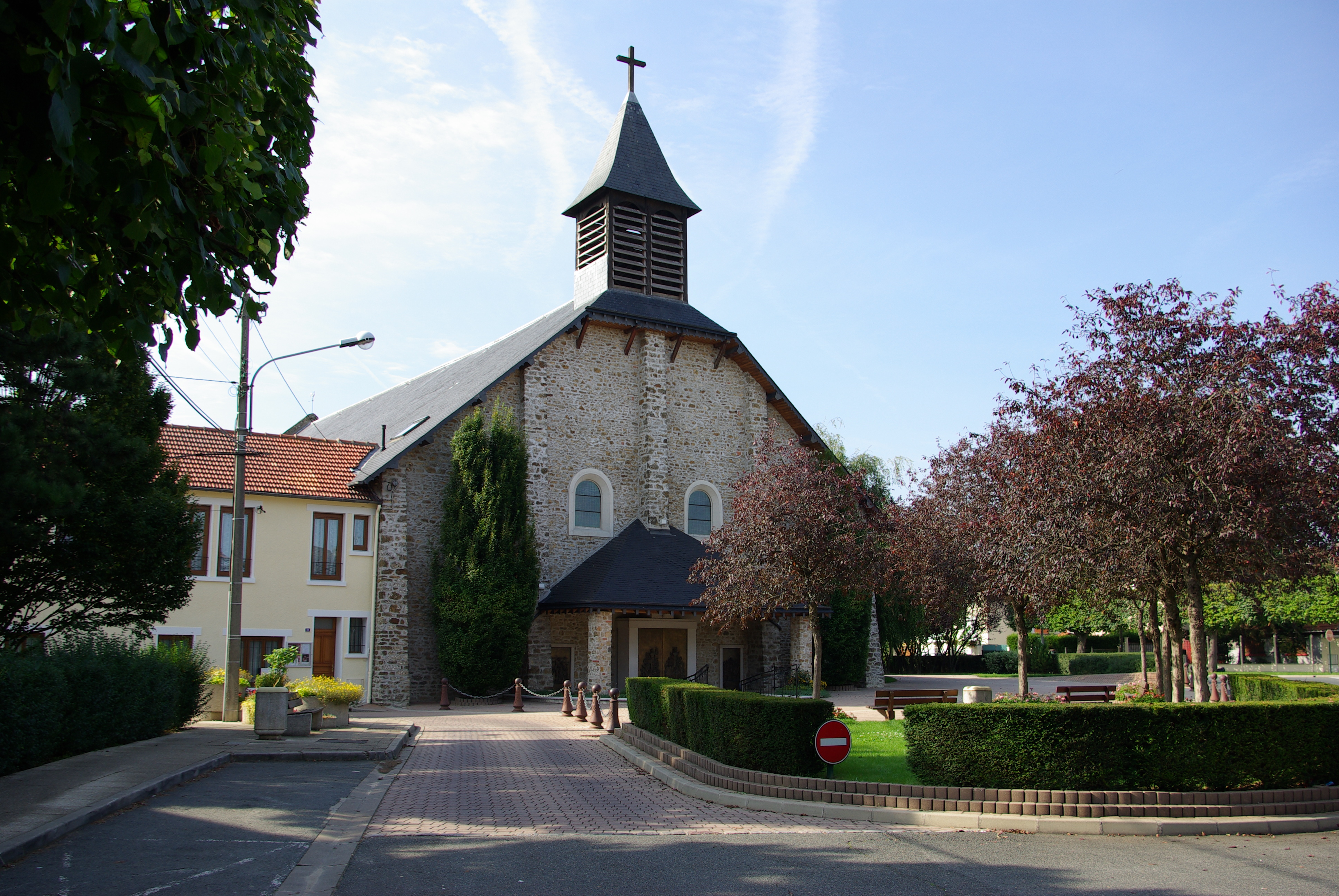
L’église de Jésus-Ouvrier.

La paroisse catholique de Paray-Vieille-Poste est rattachée au secteur pastoral du Val de Seine-Juvisy et au diocèse d'Évry-Corbeil-Essonnes. Elle dispose de l’église de Jésus-Ouvrier,.

### Médias
L’hebdomadaire Le Républicain relate les informations locales. La commune est en outre dans le bassin d’émission des chaînes de télévision France 3 Paris Île-de-France Centre, IDF1 et Téléssonne intégré à Télif. Le journal local s'appelle Infos Village.

## Économie

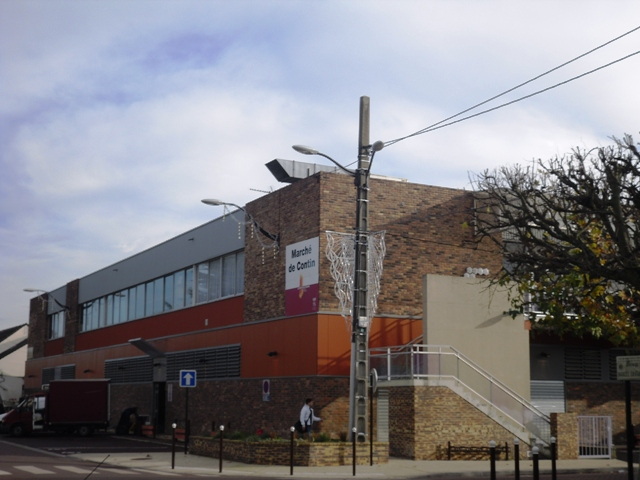
Le marché Contin.

Les deux tiers du territoire municipal étant occupé par l’emprise de l’aéroport Paris-Orly, avec notamment l’intégralité de l’aérogare Ouest et la moitié de l’aérogare Sud, auxquelles s’ajoute la zone d'activité Orlytech et le quartier d'affaires Cœur d’Orly. L’ensemble constituant en 2010 le troisième pôle d’emploi régional avec près de 63 000 emplois sur le territoire. La commune est ainsi intégrée au Pôle d'Orly mais est restée à l’écart de l’opération d'intérêt national Orly-Rungis-Seine Amont.
L’Insee rattache naturellement la commune au bassin d'emploi d’Orly qui regroupait en 2006 469 279 habitants. Dans cette zone d’emploi, 211 488 personnes occupaient un emploi et 7,2 % de la population était au chômage.
Plusieurs sociétés en rapport avec le transport aérien ont leur siège social implanté en 2010 dans la commune : c’est le cas notamment de Air Caraïbes et Transavia France et auparavant d’AOM French Airlines et Air Liberté. La présence de l’aéroport entraîne inévitablement des pollutions importantes, le site étant répertorié au titre de ses émissions de dioxyde de carbone.
Dans la commune, cinq cent vingt-neuf établissements économiques étaient actifs en fin d’année 2008, ils totalisaient 4 180 emplois sur le territoire et permettaient à la commune de n’avoir un taux de chômage qu’à 6,7 % en 2008. Deux hôtels trois étoiles sont implantés sur le territoire, ils totalisent quatre cent quatorze chambres en 2010. Un marché est organisé tous les mercredis et samedis matin.

### Emplois, revenus et niveau de vie
Partagée entre secteur pavillonnaire et zone aéroportuaire, Paray-Vieille-Poste se caractérise par une relative concentration dans sa population de cadres et de professions intermédiaires nettement supérieure au reste du pays ou de la zone d’emploi. La population active estimée à 3 477 personnes en 2007 était occupée à 70 %, dont 86,4 % de salarié et 7,6 % en contrat précaire. Accueillant les installations aéroportuaires, la commune apparaît cependant comme une ville-dortoir puisque seulement 16 % de sa population y  travaillait.
La population dispose de revenu légèrement supérieurs à la moyenne avec un revenu net imposable moyen fixé à 25 712 € et 69,8 % des ménages assujettis à l’impôt sur le revenu, des revenus salariaux dans 65,7 % des cas. Une proportion équivalente était propriétaire de son logement et seulement 13,1 % des Paraysiens vivaient dans une habitation à loyer modéré. En 2006, le revenu fiscal médian par ménage était de 21 319 €, ce qui plaçait la commune au 1 825e rang parmi les 30 687 communes de plus de cinquante ménages que compte le pays et au 135e rang départemental.
| Répartition des emplois par catégories socioprofessionnelles en 2006. |              |                                           |                                                   |                            |                          |                           |
|                                                                       | Agriculteurs | Artisans, commerçants, chefs d’entreprise | Cadres et professions intellectuelles supérieures | Professions intermédiaires | Employés                 | Ouvriers                  |
| Paray-Vieille-Poste                                                   | 0,1 %        | 3,1 %                                     | 23,4 %                                            | 32,5 %                     | 28,7 %                   | 12,3 %                    |
| Zone d’emploi d’Orly                                                  | 0,1 %        | 4,6 %                                     | 15,2 %                                            | 27,8 %                     | 30,3 %                   | 22,1 %                    |
| Moyenne nationale                                                     | 2,2 %        | 6,0 %                                     | 15,4 %                                            | 24,6 %                     | 28,7 %                   | 23,2 %                    |
| Répartition des emplois par secteurs d’activités en 2006.             |              |                                           |                                                   |                            |                          |                           |
|                                                                       | Agriculture  | Industrie                                 | Construction                                      | Commerce                   | Services aux entreprises | Services aux particuliers |
| Paray-Vieille-Poste                                                   | 0,1 %        | 2,8 %                                     | 5,0 %                                             | 6,2 %                      | 6,4 %                    | 5,0 %                     |
| Zone d’emploi d’Orly                                                  | 0,5 %        | 8,1 %                                     | 7,2 %                                             | 15,0 %                     | 14,3 %                   | 6,3 %                     |
| Moyenne nationale                                                     | 3,5 %        | 15,2 %                                    | 6,4 %                                             | 13,3 %                     | 13,3 %                   | 7,6 %                     |
| Sources : Insee,                                                      |              |                                           |                                                   |                            |                          |                           |

## Culture locale et patrimoine

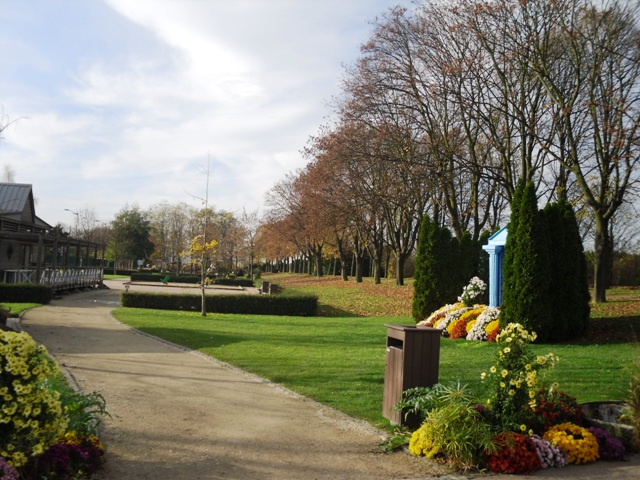
Le parc de la Coulée Verte.

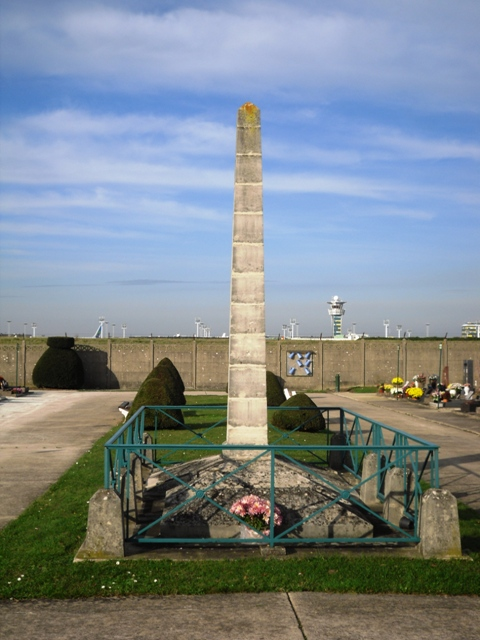
La pyramide du Maréchal de Vaux.

### Patrimoine environnemental
La commune dispose sur son territoire d’un vaste parc ceinturant la ville au nord, appelé la coulée verte, totalisant 53 000 mètres carrés en bordure des pistes de l’aéroport au nord et doté d’une ferme pédagogique.
Les espaces boisés ont été recensés au titre des espaces naturels sensibles par le conseil départemental de l'Essonne.

### Lieux et monuments
- La pyramide commémorative du Maréchal de Vaux construite en 1790 et située dans le cimetière,  Inscrite MH (1944, inscription par arrêté du 14 mars 1944)[100].
- L’église paroissiale occupe depuis 1925 l’ancienne grange de la ferme de Contin.

### Personnalités liées à la commune
Différents personnages publics sont nés, décédés ou ont vécu à Paray-Vieille-Poste :
- Noël Jourda de Vaux (1705-1788), maréchal de France en était le seigneur.
- Gilbert Médéric-Védy (1902-1944), résistant y vécut.
- Marcel Albert (1917-2010), aviateur y vécut. Une stèle en sa mémoire est érigée au cimetière communal.
- Laëtitia Hubert (1974- ), patineuse artistique y fut licenciée.
- Marylin Pla (1984- ), patineuse artistique y étudia.
- Régis Ovion (1949- ) y commença sa carrière de cycliste au sein du club d'Athis-Paray.

### Héraldique
| Blason de Paray-Vieille-Poste | Blason  | Parti : au premier d’azur à l’écusson cousu de sable aux trois besants d’argent accompagné de trois fleurs de lys d’or, au second d’or à la bande de gueules chargée de trois croissants d’argent ; le tout sommé d’un chef de gueules chargé d’un huchet contourné d’or virolé de sable. |
| Blason de Paray-Vieille-Poste | Détails | Le blason est une composition reprenant le huchet utilisé par les postillons pour s’annoncer à l’approche des relais de poste, des armes de l’abbaye de Saint-Germain-des-Prés et de celles de Noël de Jourda, maréchal de Vaux et propriétaires du domaine sous l’Ancien Régime.         |

### Paray-Vieille-Poste dans les arts et la culture
La commune de Paray-Vieille-Poste a accueilli le tournage de certaines scènes des films Du rififi à Paname de Denys de La Patellière sorti en 1966 et Filles perdues, cheveux gras de Claude Duty sorti en 2002.